# Tom Wright (rugby à XV)
Pour les articles homonymes, voir Wright et Tom Wright.

a Compétitions nationales et continentales officielles uniquement.

b Matchs officiels uniquement.
Dernière mise à jour le 23 juillet 2022.
Tom Wright, est né le 21 juillet 1997 à Randwick (Australie). C'est un joueur de rugby à XIII, puis de rugby à XV international australien évoluant principalement au poste d'ailier. Il joue avec la franchise des Brumbies en Super Rugby depuis 2019.

## Carrière

### En club
Né à Randwick dans la banlieue de Sydney, Tom Wright pratique à la fois le rugby à XV et à XIII lors de son enfance. Il est ensuite scolarisé au Saint Joseph's College, où il continue de pratiquer les deux codes. Dès son adolescence, il est considéré comme un joueur très prometteur dans les deux sports,. Il joue avec la sélection scolaire de rugby à XV de l'État de Nouvelle-Galles du Sud en 2015.
En 2015, il est convoité par la sélection australienne à sept, en prévision des Jeux olympiques 2016, mais décline finalement pour se consacrer au rugby à XIII. Il s'engage alors avec le club des Manly-Warringah Sea Eagles, où il joue dans un premier temps avec l'équipe des moins de 20 ans et avec l'équipe réserve,. Il fait ses débuts en National Rugby League lors de la saison 2018, où il dispute quatre rencontres, et marque un essai.
En septembre 2018, il décide de changer de code, et rejoint la franchise de rugby à XV des Brumbies, évoluant en Super Rugby, pour un contrat de deux saisons,. Il joue son premier match le 23 février 2019 contre les Chiefs. Lors de sa première saison, il est principalement utilisé au poste de centre, et dispute treize rencontres (pour cinq titularisations),.
Plus tard en 2019, il est également retenu avec l'équipe des Canberra Vikings pour disputer le NRC. Il parvient à inscrire sept essais en huit rencontres, alors que son équipe termine finaliste de la compétition,.
Lors de la saison 2020 de Super Rugby, puis lors du Super Rugby Australia, il est fixé au poste d'ailier, où il se fait remarquer par ses talents de finisseur en inscrivant neuf essais en treize rencontres,. Il fait partie de l'équipe qui remporte le Super Rugby Australia, après une finale gagnée face aux Queensland Reds,. Il voit également son contrat être prolongé pour une saison supplémentaire.
En 2021, son équipe atteint une nouvelle fois la finale du Super Rugby AU où, à l'issue d'une affiche identique à l'année précédente, son équipe s'incline et termine deuxième de la compétition. Il prolonge une nouvelle fois son contrat à la fin de cette saison, portant son engagement jusqu'à la saison 2023.
Lors de la saison 2022, il profite des absences de Tom Banks et Jesse Mogg pour jouer une poignée de match au poste d'arrière,. C'est néanmoins à l'aile qu'il dispute l'essentiel de la saison, qu'il termine meilleur marqueur de son équipe avec neuf essais inscrits. Il joue son cinquantième match avec les Brumbies en mai 2022.

### En équipe nationale
Tom Wright est sélectionné pour la première fois avec les Wallabies en septembre 2020 par le sélectionneur Dave Rennie pour préparer le Tri-nations 2020. Il obtient sa première cape internationale le 7 novembre 2020 à l'occasion d'un match contre l'équipe de Nouvelle-Zélande à Brisbane, marquant à cette occasion un essai,.
En juin 2023, il est convoqué par Eddie Jones pour participer au Rugby Championship 2023,.

## Palmarès

### En club
- Finaliste du National Rugby Championship en 2019 avec les Canberra Vikings.
- Vainqueur du Super Rugby AU en 2020 avec les Brumbies.
- Finaliste du Super Rugby AU en 2021 avec les Brumbies.

## Statistiques
Au 23 janvier 2025, Tom Wright compte 37 capes en équipe d'Australie, dont 35 en tant que titulaire, depuis le 7 novembre 2020 contre l'équipe de Nouvelle-Zélande à Brisbane. Il a inscrit 50 points (10 essai).
Il participe à deux éditions du Rugby Championship, en 2020 et 2021. Il dispute quatre rencontres dans cette compétition.